# Fidena rufopilosus
Fidena rufopilosus är en tvåvingeart som först beskrevs av Ricardo 1900.  Fidena rufopilosus ingår i släktet Fidena och familjen bromsar.
Artens utbredningsområde är Bolivia. Inga underarter finns listade i Catalogue of Life.